# Bistrinsk
Bistrinsk (en rus: Быстринск) és un poble (possiólok) del krai de Khabàrovsk, a Rússia, que el 2012 tenia 252 habitants.